# Слейвен, Берни
Бе́рнард Джо́зеф (Бе́рни) Сле́йвен (англ. Bernard Joseph Slaven; род. 13 ноября 1960, Пейсли, Шотландия) — ирландский и шотландский футболист, игравший на позиции нападающего. За 18 лет карьеры он забил 223 гола в 567 матчах национальных чемпионатов и кубков, а также провёл семь матчей за сборную Ирландии.
Слейвен начал свою карьеру в родной Шотландии в клубе «Гринок Мортон» в 1980 году, после чего играл в командах «Эйрдрионианс», «Куин оф зе Саут» и «Альбион Роверс». В составе последней он забил 31 гол в 43 матчах, став лучшим бомбардиром второго дивизиона шотландской Футбольной лиги в сезоне 1984/1985, после чего был продан в «Мидлсбро» за 25 000 фунтов стерлингов в начале следующего сезона. Футболист трижды зарабатывал с клубом повышение в классе: из третьего дивизиона в сезоне 1986/1987, из второго дивизиона через плей-офф в сезоне 1987/1988 и снова из второго дивизиона в сезоне 1991/1992. Он также играл за «Мидлсбро» в финале Кубка полноправных членов 1990 и стал первым ирландским игроком, забившим гол в Премьер-лиге в её первом сезоне 1992/1993. Берни дважды был назван лучшим игроком года в клубе и забил в общей сложности 146 голов в 381 матче за восемь лет на Эйрсом Парк.
В марте 1993 года Слейвен на правах свободного агента перешёл в «Порт Вейл» и через два месяца помог клубу выиграть трофей Футбольной лиги. Он вернулся на северо-восток Англии в феврале 1994 года после подписания контракта с «Дарлингтоном». Футболист помог клубу избежать падения на дно английской Футбольной лиги в конце сезона, после чего объявил о своём уходе в мае 1995 года. Позже он играл на любительском уровне за команду «Биллингем Синтония». После завершения игровой карьеры Слейвен стал работать на радио, ведя различные шоу и комментируя матчи «Мидлсбро». Он также был ведущим телевизионной программы «Боро-ТВ» и опубликовал две автобиографии.
Несмотря на то, что Берни родился в Шотландии, он провёл семь матчей за сборную Ирландии в период между 1990 и 1993 годами благодаря своему деду-ирландцу. В течение этой короткой международной карьеры Слейвен принял участие в чемпионате мира 1990 года в составе сборной, хотя и не выходил на поле в этом турнире.

## Клубная карьера

### Начало карьеры
Берни Слейвен родился 13 ноября 1960 года в Пейсли и вырос в Глазго. Он был единственным ребёнком в семье; его отец, Хью, работал перевозчиком в The Co-operative Group, а мать, Элис, была портнихой. В возрасте 14 лет Берни присоединился к клубу «Партик Тисл Эметерз», в котором играл на левом фланге. В скором времени он стал выступать за «Истеркрэйгс» на той же позиции. В возрасте 18 лет Слейвен отверг предложение клуба второго дивизиона Шотландии «Ист Стерлингшир» и вместо этого присоединился к клубу младшей лиги «Джонстон Бург». Однако вскоре игрок устал от длинных поездок в Джонстон и перестал посещать команду. После того, как его контракт с «Джонстон Бургом» закончился, он стал игроком местного клуба «Рутерглен Гленкейрн». В течение любительской карьеры футболист работал в The Co-operative Group, после чего какое-то время был безработным.
В декабре 1980 года Слейвен перешёл в «Гринок Мортон» за 750 фунтов стерлингов, но остался в «Рутерглен Гленкейрн» до конца сезона. В октябре 1981 года он дебютировал за «Мортон» во втором тайме матча против «Эйрдрионианс». Футболист впервые вышел в стартовом составе команды в матче против «Селтика», который закончился вничью 1:1, и отметился незасчитанным голом. В матче против «Эйрдрионианса» он забил свой первый гол в составе клуба, который остался единственным в 13 матчах шотландской Премьер-лиги, проведённых в сезоне 1981/1982. Вскоре игрок поссорился с менеджером Бенни Руни, потребовав больше игрового времени. Слейвен провёл девять безголевых матчей в сезоне 1982/1983 и покинул клуб летом.
Слейвен присоединился к клубу шотландского первого дивизиона «Эйрдрионианс», подписав контракт на один месяц, после того, как тренеру Биллу Манро понадобилась краткосрочная замена во время эпидемии травм. Затем он провёл три месяца без клуба, прежде чем перешёл в клуб «Куин оф зе Саут». Футболист отыграл за клуб два матча во втором дивизионе, после чего снова стал свободным агентом. В составе этой команды Берни не произвёл большого впечатления на окружающих, и в более позднем интервью партнёр по команде Джордж Клой сказал про Слейвена: «Он был просто человеком, который любил играть в футбол. Он был симпатичным парнем, но он не был одним из самых шумных».
В апреле 1983 года футболист присоединился к «Альбион Роверс», воссоединившись с бывшим тренером «Мортона» Бенни Руни. Преемник Руни, Энди Ричи, перевёл Слейвена с левого фланга в центр нападения. На своей новой позиции он забил 31 гол в сезоне 1984/1985 и получил по окончании сезона премию «Золотой удар» Daily Record. В начале этого сезона Ричи был заменён Джо Бейкером, который также решил назначить Слейвена капитаном команды. Берни был назван лучшим игроком по версии клуба и чемпионата. В это время, являясь полупрофессионалом, он работал садовником, однако председатель правления «Роверс» Том Фэган требовал 40 000 фунтов стерлингов за продажу Слейвена, что было слишком высокой ценой за игрока-непрофессионала из третьего эшелона. Слейвен отказался играть за «Роверс» и впоследствии связался с репортёром The Sunday Post, который написал 54 английским и шотландским клубам от его имени. «Мидлсбро» ответил на письмо, предложив игроку двухнедельный просмотр.

Уважаемый господин,
В прошлом сезоне я был лучшим бомбардиром в шотландском взрослом футболе с 31 голом за «Альбион Роверс» во втором дивизионе. В настоящее время у меня действует «свобода контракта». Я не собираюсь возвращаться в «Роверс». Мне бы очень хотелось попробовать на вкус полноценный футбол на высшем уровне, и мне интересно, можете ли вы подумать о подписании меня. Я был бы готов прийти в ваш клуб на пробной основе, так как я ужасно хочу вернуться в игру. Я правда думаю, что способен играть в вашем клубе. Хотя я не играл с тех пор, как в конце прошлого сезона у меня началась «свобода контракта», я каждый день тренировался самостоятельно. Мне 24 года, надеюсь, что вы, по крайней мере, подумаете над этим предложением.
С уважением,
БЕРНИ СЛЕЙВЕН

—Письмо, которое Слейвен отправил 54 разным клубам 21 сентября 1985 года.
Оригинальный текст (англ.)"Dear Sir,
Last season I was top-scorer in Scottish senior football with 31 goals for Albion Rovers in the Second Division. At present, I am on 'Freedom of contract'. I have no intention of returning to Rovers. I am keen to sample full-time football at the highest level, and wonder if you might consider signing me. I would be willing to come to your club on a trial basis, as I am desperate to get back into the game. I honestly feel I have the ability to play for your club. Although I have not played since I took up 'Freedom of contract' at the end of last season, I have kept fit during the summer training on my own every day. I am 24 years old, and hope that you will at least think over this approach.
Yours sincerely,
BERNIE SLAVEN

### Мидлсбро
В пробной игре против «Брэдфорд Сити» Слейвен забил и произвёл впечатление на тренера, в результате чего перешёл в клуб из «Альбион Роверс» за 25 000 фунтов стерлингов. 12 октября он дебютировал за новую команду в матче против «Лидс Юнайтед» на Элланд Роуд (0:1), а спустя семь дней забил в своём первом домашнем матче за клуб, принеся ничью со счётом 1:1 во встрече с «Брэдфорд Сити». «Мидлсбро» провёл серию из пяти побед в восьми играх в течение ноября и декабря, но в январе тренер команды Вилли Маддрен был уволен после того, как набрал всего одно очко за месяц. 4 марта в первом матче нового тренера Брюса Риоха во главе команды Слейвен забил два мяча, принеся победу со счётом 3:1 в противостоянии с «Гримсби Таун». Однако в заключительной игре сезона 1985/1986 против «Шрусбери Таун», в котором решалось, какая из этих команд останется в чемпионате на следующий сезон, «Мидлсбро» потерпел поражение и вылетел из второго дивизиона.
Перед началом сезона 1986/1987 «Мидлсбро» начал процедуру ликвидации, в результате чего был уволен Брюс Риох и его штаб, а также был закрыт клубный стадион Эйрсом Парк. После того, как новый консорциум спас клуб, Риох был восстановлен в должности менеджера, и хотя наставник решил сильно обновить состав, он сделал Слейвена ключевым игроком своей новой команды. Несмотря на это, Риох не стеснялся публично критиковать Берни и после первого поражения в сезоне от «Блэкпула» 11 октября заявил: «…он не показал хорошей игры, я недоволен его формой, и ему пора показать нам, за что он получает зарплату». Футболист правильно отреагировал на критику и в следующем месяце забил все три мяча в ворота «Блэкпула» на Эйрсом Парк в рамках Кубка Англии. Он сыграл во всех 58 матчах клуба в чемпионате и кубке в этом сезоне, забив 22 гола, которые помогли «Мидлсбро» получить повышение в классе и занять второе место, уступив «Борнмуту».
В сезоне 1987/1988 Слейвен помог обеспечить команде второе подряд повышение в классе. «Мидлсбро» сумел подняться из третьего дивизиона в первый дивизион в течение двух лет с момента предотвращения ликвидации. Он забил 24 гола в 58 матчах, включая два хет-трика в матчах против «Хаддерсфилд Таун» (4:1) и «Шрусбери Таун» (4:0). Однако «Мидлсбро» проиграл «Лестер Сити» в последнем туре чемпионата и поэтому занял третье место, уступив «Астон Вилле» по забитым мячам, и квалифицировался в плей-офф за право участвовать в высшем дивизионе страны. Он забил гол в ворота «Брэдфорд Сити» в полуфинале плей-офф, внеся тем самым вклад в победу со счётом 3:2 по сумме двух встреч, благодаря чему команда вышла в финал плей-офф против «Челси». В первом матче на Эйрсом Парк Слейвен отдал голевую передачу на Тревора Сеньора и потом забил второй гол «Боро», принеся команде победу со счётом 2:0; в ответном матче на «Стэмфорд Бридж» «Челси» выиграл со счётом 1:0, но «Мидлсбро» победил 2:1 по совокупности двух матчей и заменил «Челси» в высшем дивизионе.
1 октября 1988 года Слейвен забил хет-трик в первом тайме матча против «Ковентри Сити», принесший команде победу со счётом 4:3, вскоре после того, как он и несколько товарищей по команде согласовали новые четырёхлетние контракты с «Мидлсбро». В конце месяца он был переведён на левый фланг, так как в центр нападения за рекордную для клуба сумму был куплен Питер Дэвенпорт, но вскоре был возвращён на позицию центрфорварда в связи с малой результативностью Дэвенпорта. В ноябре Слейвен не попал в стартовый состав «Ноттингем Форест», что привело к концу его серии из 136 матчей чемпионата за «Мидлсбро» подряд. Во второй половине сезона 1988/1989 у команды начались серьёзные трудности: 11 апреля Берни забил оба мяча в матче против «Вест Хэм Юнайтед» на Болейн Граунд, закончившемся победой клуба со счётом 2:1, что стало концом безвыигрышной серии из 11 матчей подряд. В последнем туре сезона «Мидлсбро» впервые за весь чемпионат опустился в зону вылета, проиграв со счётом 1:0 «Шеффилд Уэнсдей», и покинул турнир вместе с «Вест Хэм Юнайтед» и «Ньюкасл Юнайтед». Слейвен забил 15 голов за сезон, несмотря на то, что многие игры проводил на левом фланге, и был назван местными журналистами лучшим северо-восточным игроком года.
На протяжении всего сезона 1989/1990 «Мидлсбро» боролся с травмами и закончил сезон всего лишь на одну позицию выше зоны вылета, что привело к увольнению Риоха. Однако в Кубке полноправных членов им удалось выбить «Порт Вейл», «Шеффилд Уэнсдей», «Ньюкасл Юнайтед» и «Астон Виллу» и выйти в финал турнира на Уэмбли против «Челси»; это был первый в истории клуба матч на «Уэмбли». Однако сам финал обернулся разочарованием, единственным голом в тот день стал успешно реализованный игроком «Челси» Тони Дориго штрафной удар. Несмотря на то, что «Мидлсбро» занял 21-е место, Слейвен забил 32 гола во всех соревнованиях, что привело к слухам о его уходе из команды. Он в письменном виде подал запрос на трансфер, который был отклонён тренером Колином Тоддом, в итоге Слейвен согласился подписать новый контракт и отказался от своего запроса.
В начале сезона 1990/1991 футболист провёл шесть безголевых матчей, но 27 октября прервал неудачную серию хет-триком в ворота «Брайтон энд Хоув Альбион» (4:2). Однако 10 ноября он был заменён в перерыве домашнего матча против «Чарльтона» и резко отреагировал на это событие, покинув стадион и не увидев вторую половину встречи. На следующей неделе нападающий вернулся в стартовый состав команды и забил в пяти следующих матчах. Однако в январе Слейвен опять поссорился с Тоддом после того, как сыграл на левом фланге, и был исключён из первой команды после следующего заявления СМИ: «если тренер не будет играть со мной в центре, то он должен выкинуть меня». Вскоре Берни вернулся в команду в роли центрального нападающего; 12 марта он забил два мяча в домашнем матче против принципиального соперника, команды «Ньюкасл Юнайтед» (3:0), но завершил сезон серией из 15 безголевых матчей. По окончании сезона «Мидлсбро» квалифицировался в плей-офф за повышение в классе, но проиграл «Ноттс Каунти» в полуфинале. Тодд собирался серьёзно обновить состав и выставил Слейвена на трансфер вместе с десятью его одноклубниками.
Тодд был уволен в июне 1991 года, а его преемник Ленни Лоуренс решил оставить Слейвена и выпускать его в основном составе в паре с новичком Полом Уилкинсоном. Однако Слейвен получил растяжение икроножной мышцы в межсезонье и уступил место в стартовом составе Стюарту Рипли. В начале сентября Берни снова стал игроком основы после того, как забил три гола, выйдя на замену, в матчах против «Портсмута» и «Оксфорд Юнайтед». 28 сентября он забил первый гол в матче против традиционного соперника, клуба «Сандерленд» (2:1). Однако Лоуренс чувствовал, что Слейвен слишком индивидуалистичен, и в ноябре за 700 000 фунтов стерлингов был оформлен трансфер нападающего клуба «Халл Сити» Энди Пейтона, который, по мнению тренера, оказался бы более эффективным партнёром для Пола Уилкинсона. 23 ноября Пейтон забил в своём дебютном матче против «Бристоль Сити» (3:1), а ещё два мяча забил Слейвен. Однако в этом матче Пейтон получил травму и покинул поле на носилках. В январе Слейвен получил травму колена и после перенесённой операции выбыл на пять недель. 21 марта он оформил хет-трик в победном матче против «Брайтона» (4:0), однако поссорился с Лоуренсом, из-за чего в конце сезона был исключён из первой команды. Слейвен вернулся в основной состав в решающей финальной игре чемпионата против «Вулверхэмптон Уондерерс» и организовал гол Джона Гиттенса, после чего Уилкинсон забил последний мяч, принесший «Мидлсбро» победу со счётом 2:1 и второе место, позволившее команде вернуться в высший английский дивизион.
19 августа 1992 года он стал первым ирландским игроком, забившим гол в Английской Премьер-Лиге, отметившись дублем в ворота «Манчестер Сити» (2:0). После ухода Пейтона и Рипли нападающий провёл семь из первых десяти матчей клуба в сезоне Премьер-Лиги 1992/1993 и отличился в матчах против «Астон Виллы» и «Манчестер Юнайтед». Гол в ворота «Манчестер Юнайтед» 3 октября оказался последним для Слейвена в составе «Мидлсбро», так как, начиная с октября, Лоуренс стал предпочитать Уилкинсона на острие атаки, в связи с чем Берни провёл на скамейке запасных большую часть оставшегося сезона. Ирландец снова запросил трансфер, а Лоуренс заявил, что готов рассмотреть любые предложения, которые поступят клубу. Вскоре главный тренер отправил Слейвена тренироваться с молодёжной командой после того, как между ними возник конфликт на тренировке, а после того, как Берни рассказал прессе об ухудшении отношений с тренером, он покинул команду на правах свободного агента.

### Поздняя карьера
В марте 1993 года Слейвен подписал контракт с клубом второго дивизиона «Порт Вэйл». 20 марта он был впервые в своей карьере удалён с поля в своём дебютном матче против «Лейтон Ориент» (1:0) за удар ногой Эдриана Уитбреда. 17 апреля Берни забил свой первый гол за «храбрецов» ударом с 23 метров в матче против «Уиган Атлетик» (4:0). Четыре дня спустя игрок забил единственный гол команды в ответном полуфинальном матче розыгрыша Трофея Футбольной лиги против «Эксетер Сити», выведя «Порт Вейл» в финал. Футболист также отличился в матче последнего тура чемпионата против «Блэкпула», приняв участие в камбэке команды, которая отыгралась со счёта 1:2 и выиграла 4:2; однако, они завершили сезон на третьем месте, на одно очко отстав от «Болтона», и вышли в плей-офф. В ответном полуфинальном матче плей-офф после навеса Слейвена Мартином Фойлом был забит победный мяч в ворота «Стокпорт Каунти». 22 мая «Порт Вейл» снова встретился с «Стокпорт Каунти» в финале розыгрыша Трофея Футбольной лиги на «Уэмбли», а Берни удалось отдать голевую передачу Полу Керру и забить второй решающий гол, принесший победу со счётом 2:1. По иронии судьбы награду Слейвену как лучшему игроку матчу вручал Ленни Лоуренс, который всего два месяца назад вынудил его покинуть «Мидлсбро». Восемь дней спустя он снова играл на «Уэмбли» в финале плей-офф, который завершился разгромным поражением от «Вест Бромвич Альбион» со счётом 3:0.
21 августа футболист начал сезон 1993/1994 с хет-трика в ворота «Барнета» (6:0). Однако он получил растяжение икроножной мышцы и уступил место в стартовом составе Никки Кроссу, который хорошо зарекомендовал себя в отсутствие Слейвена. Также на тренировочной площадке его ударил в лицо одноклубник Питер Суон, хотя в конечном итоге они помирились и стали друзьями. Слейвен хотел вернуться на северо-восток, чтобы быть со своей женой Карен и новорождённым сыном Домиником. Тренер Джон Радж не хотел потерять его, несмотря на невозможность предложить контракт на следующий сезон. Он забил свой последний гол за клуб 18 января 1994 года в переигровке третьего раунда Кубка Англии, завершившейся победой со счётом 1:0 над клубом Премьер-Лиги «Саутгемптон».
В феврале 1994 года Слейвен присоединился к «Дарлингтону», который находился внизу турнирной таблицы третьего дивизиона. Несмотря на то, что футболист играл на более низком уровне, ему стали тяжело даваться голы, и сезон 1994/1995 завершился для него всего 2 голами в 11 матчах. «Дарлингтон» избежал вылета из чемпионата после того, как Слейвен забил победный гол «Честерфилду», благодаря которому клуб обошёл в турнирной таблице «Нортгемптон Таун», оказавшийся в зоне вылета. В сезоне 1994/1995 под руководством Алана Мюррея «квакеры» снова выступали неудачно, и хотя Слейвен сумел поразить ворота соперников 7 раз в 31 матче, он покинул клуб на правах свободного агента в мае 1995 года. Берни принял решение уйти из профессионального футбола после того, как консультант сообщил игроку, что беспокоящая его травма спины будет только усугубляться с дальнейшими нагрузками. Он играл за команду Северной Лиги «Биллингем Синтония» в сезонах 1997/1998 и 1998/1999, забив 22 гола в 21 матче.

## Международная карьера
Слейвен имел право играть за сборную Ирландии благодаря своему деду-ирландцу. Он принял решение представлять эту сборную после того, как его последовательно игнорировал тренер сборной Шотландии Энди Роксбург, и заявил: «Если бы я забивал за „Селтик“ или „Рейнджерс“ я бы играл за другую сборную; есть люди, попавшие в коллектив, которые вряд ли смогут сыграть». После вызова Слейвена в 1990 году тренер сборной Ирландии Джек Чарльтон сказал: «Берни — это тот игрок, который мог бы извлечь пользу из скидок Каскарино… Мы искали такого игрока, как Берни, некоторое время». Он дебютировал за сборную в товарищеском матче против Уэльса 28 марта 1990 года и забил единственный гол в матче, сыграв на добивании после того, как удар Кевина Шиди с пенальти отбил Невилл Саутолл. 16 мая футболист провёл второй матч за национальную команду против Финляндии, после чего вошёл в заявку сборную Ирландии на чемпионат мира 1990. Однако Слейвен не провёл на турнире ни одного матча и страдал от тоски по родине. Тони Каскарино в своей автобиографии вспоминал, что вдали от дома Слейвен каждую ночь звонил своей собаке: «…Берни выл, как Лесси, в телефон: „Гав, гав, ау, ау, гав!“ Он целовал телефонную трубку и источал любовь — „Привет, любимый голубок“ — собаке!». Воцерковленный католик Слейвен заявил, что главным для него событием турнира был день, когда команда встретила папу римского Иоанна Павла II в Ватикане. Он провёл последний из своих семи матчей за сборную 17 февраля 1993 года, обыграв в товарищеском матче сборную Уэльса со счётом 2:1.

## Стиль игры
Слейвен был нападающим, который забивал много голов благодаря своему превосходному первому касанию, голевому чутью и точно поставленному удару. Он был классическим игроком штрафной площадки, в связи с чем подвергался критике за малую подвижность и привычку находиться в положении «вне игры». Также его критиковали за игру в отборе и игру головой. Рабочая нога Слейвена — левая. Его традиционным празднованием забитого мяча был прыжок на ограждение Холгейт Энд, одной из трибун стадиона Эйрсом Парк. Когда стадион был снесён в 1996 году, Слейвен приобрёл участок ограждения Холгейт Энд и несколько лет хранил его на своём заднем дворе.

## Медийная карьера
В 1996 году состоялся прощальный матч Слейвена против «Херефорд Юнайтед» на стадионе Риверсайд, в котором он выступал за «Мидлсбро», однако футболист был расстроен низкой посещаемостью матча, 3537 человек. После завершения игровой карьеры он работал на радио и комментировал матчи «Мидлсбро» на Century FM совместно с Али Браунли с 1996 по 2007 год. Браунли, как правило, оценивал игру «Мидлсбро» более позитивно и оптимистично, в то время как Слейвен — более критично и реалистично. Их дуэт также вёл шоу для NTL «Боро-ТВ» с 1997 года, пока Слейвен не был уволен в декабре 2002 года после того, как пропустил съёмку в знак протеста против постоянной невыплаты заработной платы в срок. В 1999 году Берни заключил спор с Браунли, пообещав показать «пятую точку» в окно универмага Binns в Мидлсбро, если «Мидлсбро» обыграет «Манчестер Юнайтед» на «Олд Траффорд». Матч закончился победой «Мидлсбро» со счётом 3:2, поэтому Слейвен осуществил обещанное, написав на бёдрах итоговый результат встречи. В октябре 2002 года он объявил о своём намерении баллотироваться на недавно созданный пост мэра города Мидлсбро, но сошёл с дистанции перед выборами, так как его кандидатура оказалась рекламным ходом Century FM, а не серьёзной попыткой войти в политику. Также Слейвен был ведущим программы Legends Football Phone-In на Real Radio North East и позже Koast Radio, наряду с Малкольмом Макдональдом и Микки Хорсвиллом, с 2000 по 2014 год. Он выпустил две автобиографии: Strikingly Different в 1996 году и Legend? The Autobiography в 2007 году.

## Вне футбола
Слейвен является отцом двоих детей, Доминика и Райана, страдающего от сахарного диабета 1-го типа. В 2013 году Берни организовал благотворительный марафон в Нью-Йорке, пробежав 21 километр и собрав 4000 фунтов стерлингов на лечение сына и других больных сахарным диабетом.
Слейвен также известен своей активной благотворительной деятельностью, за что удостаивался награды «Герой Тиссайда». Он часто принимает участие в благотворительных матчах и ужинах, на постоянной основе жертвует деньги в такие организации, как Домик Энн Чарльтон, которая обеспечивает уход за людьми с рассеянным склерозом, фонд БМН, PETA и фонд Гэри Паркинсона, его бывшего одноклубника, борющегося с синдромом запертого человека. В интервью Берни заявил о своей деятельности: «Я собираю деньги на благотворительные цели, а не на рекламу. Это заставляет меня чувствовать себя хорошо, чувствовать себя нужным, так как я могу помочь людям, которым тяжело».
Слейвен является поклонником основателя группы The Smiths Моррисси; в 2011 году он предложил отдать памятные футбольные вещи и пожертвовать 500 фунтов стерлингов на благотворительность за совместную фотографию с Моррисси.

## Статистика

### Клубная статистика
Источник:
| Клуб                          | Сезон                         | Дивизион                      | Лига | Лига | Кубок Англии | Кубок Англии | Прочие | Прочие | Итого | Итого |
| Клуб                          | Сезон                         | Дивизион                      | Игры | Голы | Игры         | Голы         | Игры   | Голы   | Игры  | Голы  |
| ----------------------------- | ----------------------------- | ----------------------------- | ---- | ---- | ------------ | ------------ | ------ | ------ | ----- | ----- |
| Гринок Мортон                 | 1981/1982                     | Премьер-дивизион Шотландии    | 13   | 1    | 0            | 0            | 1      | 0      | 14    | 1     |
| Гринок Мортон                 | 1982/1983                     | Премьер-дивизион Шотландии    | 8    | 0    | 0            | 0            | 1      | 0      | 9     | 0     |
| Гринок Мортон                 | Итого                         | Итого                         | 21   | 1    | 0            | 0            | 2      | 0      | 23    | 1     |
| Эйрдрионианс                  | 1983/1984                     | Первый дивизион Шотландии     | 2    | 0    | 0            | 0            | 4      | 0      | 6     | 0     |
| Куин оф зе Саут               | 1983/1984                     | Второй дивизион Шотландии     | 2    | 0    | 0            | 0            | 0      | 0      | 2     | 0     |
| Альбион Роверс                | 1983/1984                     | Второй дивизион Шотландии     | 3    | 0    | 0            | 0            | 0      | 0      | 3     | 0     |
| Альбион Роверс                | 1984/1985                     | Второй дивизион Шотландии     | 39   | 27   | 0            | 0            | 4      | 4      | 43    | 31    |
| Альбион Роверс                | Итого                         | Итого                         | 42   | 27   | 0            | 0            | 4      | 4      | 46    | 31    |
| Мидлсбро                      | 1985/1986                     | Второй дивизион Англии        | 32   | 8    | 1            | 0            | 1      | 1      | 34    | 9     |
| Мидлсбро                      | 1986/1987                     | Третий дивизион Англии        | 46   | 17   | 3            | 3            | 9      | 2      | 58    | 22    |
| Мидлсбро                      | 1987/1988                     | Второй дивизион Англии        | 44   | 21   | 5            | 0            | 9      | 3      | 58    | 24    |
| Мидлсбро                      | 1988/1989                     | Первый дивизион Англии        | 37   | 15   | 1            | 1            | 6      | 2      | 44    | 18    |
| Мидлсбро                      | 1989/1990                     | Второй дивизион Англии        | 46   | 21   | 3            | 0            | 10     | 11     | 59    | 32    |
| Мидлсбро                      | 1990/1991                     | Второй дивизион Англии        | 46   | 16   | 3            | 0            | 9      | 4      | 58    | 20    |
| Мидлсбро                      | 1991/1992                     | Второй дивизион Англии        | 38   | 16   | 2            | 0            | 9      | 2      | 49    | 18    |
| Мидлсбро                      | 1992/1993                     | Премьер-лига                  | 18   | 4    | 1            | 0            | 2      | 0      | 21    | 4     |
| Мидлсбро                      | Итого                         | Итого                         | 307  | 118  | 19           | 3            | 55     | 25     | 381   | 146   |
| Порт Вейл                     | 1992/1993                     | Второй дивизион Англии        | 10   | 2    | 0            | 0            | 5      | 2      | 15    | 4     |
| Порт Вейл                     | 1993/1994                     | Второй дивизион Англии        | 23   | 7    | 4            | 1            | 4      | 1      | 31    | 9     |
| Порт Вейл                     | Итого                         | Итого                         | 33   | 9    | 4            | 1            | 9      | 3      | 46    | 13    |
| Дарлингтон                    | 1993/1994                     | Третий дивизион Англии        | 11   | 2    | 0            | 0            | 0      | 0      | 11    | 2     |
| Дарлингтон                    | 1994/1995                     | Третий дивизион Англии        | 26   | 5    | 2            | 1            | 3      | 1      | 31    | 7     |
| Дарлингтон                    | Итого                         | Итого                         | 37   | 7    | 2            | 1            | 3      | 1      | 42    | 9     |
| Итого за «Биллингем Синтонию» | Итого за «Биллингем Синтонию» | Итого за «Биллингем Синтонию» | 21   | 22   | 0            | 0            | 0      | 0      | 21    | 22    |
| Итого за карьеру              | Итого за карьеру              | Итого за карьеру              | 465  | 184  | 25           | 6            | 77     | 33     | 567   | 223   |

### Выступления за сборную
| Сборная          | Год              | Отборочные матчи ЧЕ | Отборочные матчи ЧЕ | Товарищеские матчи | Товарищеские матчи | Итого | Итого |
| Сборная          | Год              | Игры                | Голы                | Игры               | Голы               | Игры  | Голы  |
| ---------------- | ---------------- | ------------------- | ------------------- | ------------------ | ------------------ | ----- | ----- |
| Ирландия         | 1990             | —                   | —                   | 4                  | 1                  | 4     | 1     |
| Ирландия         | 1991             | 1                   | 0                   | 1                  | 0                  | 2     | 0     |
| Ирландия         | 1993             | —                   | —                   | 1                  | 0                  | 1     | 0     |
| Всего за карьеру | Всего за карьеру | 1                   | 0                   | 6                  | 1                  | 7     | 1     |

### Матчи и голы за сборную
Источник:
| Матчи и голы Слейвена за сборную Ирландии | Матчи и голы Слейвена за сборную Ирландии | Матчи и голы Слейвена за сборную Ирландии | Матчи и голы Слейвена за сборную Ирландии | Матчи и голы Слейвена за сборную Ирландии | Матчи и голы Слейвена за сборную Ирландии | Матчи и голы Слейвена за сборную Ирландии |
| №                                         | Дата                                      | Соперник                                  | Счёт                                      | Голы Слейвена                             | Соревнование                              |                                           |
| ----------------------------------------- | ----------------------------------------- | ----------------------------------------- | ----------------------------------------- | ----------------------------------------- | ----------------------------------------- | ----------------------------------------- |
| 1                                         | 28 марта 1990                             | Уэльс                                     | 1:0                                       | 1                                         | Товарищеский матч                         |                                           |
| 2                                         | 16 мая 1990                               | Финляндия                                 | 1:1                                       | —                                         | Прощальный матч Лиама Брэди               |                                           |
| 3                                         | 27 мая 1990                               | Турция                                    | 0:0                                       | —                                         | Товарищеский матч                         |                                           |
| 4                                         | 2 июня 1990                               | Мальта                                    | 3:0                                       | —                                         | Товарищеский матч                         |                                           |
| 5                                         | 6 февраля 1991                            | Уэльс                                     | 3:0                                       | —                                         | Товарищеский матч                         |                                           |
| 6                                         | 1 мая 1991                                | Польша                                    | 0:0                                       | —                                         | Отборочные матчи ЧЕ-1992                  |                                           |
| 7                                         | 17 февраля 1993                           | Уэльс                                     | 2:1                                       | —                                         | Товарищеский матч                         |                                           |

Итого: 7 матчей / 1 гол; 4 победы, 3 ничьи.

## Достижения

### Командные
«Мидлсбро»
- 2 место третьего дивизиона Футбольной лиги: 1986/1987[97]
- Победитель плей-офф второго дивизиона Футбольной Лиги: 1988[97]
- Финалист Кубка Полноправных членов: 1990[97]
- 2 место второго дивизиона Футбольной лиги: 1991/1992[97]

«Порт Вейл»
- Трофей Футбольной лиги: 1993[98]

### Личные
- Лучший игрок года «Альбион Роверс»: 1984/1985[11]
- Лучший игрок года второго дивизиона Шотландской футбольной лиги: 1984/1985[11]
- Лучший игрок года «Мидлсбро»: 1988/1989, 1989/1990[97]